# 女犯
女犯（にょぼん）とは、原則として戒律により女性との性行為を絶たねばならない仏教の出家者が、戒律を破り女性と性的関係を持つこと。

## 概要
仏教の修行は、元々、煩悩や執着を断つためのものと考えられた。
そのため、不殺生の戒律や肉食に起因する執着から離れるために肉食を戒める菩薩戒が『なまぐさ』という『不浄』を遠ざけるため存在するが、それと同様に僧侶の修行の妨げとなる異性という存在は不浄であると理解され、ゆえに交わってはならないと考える解釈も広く行われていた。寺院へ男性や男子児童が居るのは傍目に不自然ではないということで、寺院の雑用や僧侶の世話をする寺小姓や稚児と男色が行われる場合もあった。
律（具足戒）では、僧侶に対して異性との接触は無論、性的関係を持つことを現在も一切認めていない。このため、仏教の律（具足戒）や清規などの寺法のみならず、僧尼令（国の法律）によっても僧侶の異性間性交渉、女犯は犯罪とされ維新まで厳重に処罰された。
ただし、この取り締まりは時代により一貫しておらず、破戒僧は奈良時代や江戸時代には、その時世の政治的背景もあって比較的厳しく取り締まられたのに対し、鎌倉時代や室町時代は取り締まりが緩く、僧侶であるにもかかわらず公然と妻帯もして俗人と変わらない生活を送る者は多かった。つまり、この取り締まりへは政治力が大いに影響していた。
また、中国天台宗の智顗の教説を輸入した日本天台宗の最澄は、平安時代に女犯を一切禁じることも説かれた律（具足戒）を始め上座部仏教の戒律を総て廃止。大乗仏教の戒めである菩薩戒（円頓戒）のみを守るようになった。菩薩戒などのみを受持する宗派であれば、肉食妻帯は菩薩戒の上では自律であって他より処罰される他律対象ではないと解釈できた。
天台宗の流れを汲む鎌倉仏教の多くの宗派もこの方針を取り、それら宗派においては、女犯は自律の対象ではあるけれども、菩薩戒の上では他より処罰される他律対象ではなくなり、（清規などの寺法や僧尼令などの国の規制はあったのだが）妻帯もして俗人と変わらない生活をする僧侶は多かった。
だから例えば、一休宗純は寺で同棲しているが信者から倫理的非難を受けていないし、また親鸞はそもそも無戒の主張者（末法無戒）であるために肉食妻帯の問題は元より存在しなく、当然のことではあるが非難はされていない。

### 女犯に対する刑
江戸時代、女犯が発覚した僧は寺持ちの僧は遠島、その他の僧は晒された上で所属する寺に預けられた。その多くが寺法にしたがって、破門・追放になった模様である。
例えば江戸市中であれば、ふつう日本橋で3日間にわたっての晒となっていた。寛政8年8月16日には67人(69人とも)の女犯僧が、天保12年3月には48人の女犯僧が晒し場に並ばされたという。また文政7年8月には、新宿へ女郎を買いに行ったことが発覚した僧侶6人が、日本橋に晒されたと記録されている。さらには、他人の妻妾と姦通した女犯僧は、身分の上下にかかわらず、死罪のうえ獄門の刑に処された。
ただし、肉食妻帯が当たり前であった浄土真宗は規制対象外で罰せられなかった。

### 妻帯の自由化
長年に渡り日本では法律で禁止されている状況が続いたが、明治維新にあたって、国家神道政策の影響もあり、1872年（明治5年）に太政官布告133号が発布されて僧尼令は廃止され、僧侶の肉食妻帯はこの布告をもって自由であるとされた。当時既に浄土真宗以外にも妻帯していた僧は多数存在したといわれるが、これに対しては戒律復興運動などの反対も起こった。
仏教伝来以来、国や為政者は寺院へ多大な助成をしていたが（寺院は役所でもあった）、それがなくなり、寺院は現在のように自活運営をすることとなって、妻帯や兼業などをしなければ運営できなくなった。戦後も日本では僧侶の妻帯は当然のこととみなされ、住職たる僧侶が実の子息に自らの地位を継がせることを門徒や檀信徒から期待されることは多く、また、我が国の経済や宗教信仰の減少、そして宗教法人法や所得税法、労働基準法など諸々の法規の影響により、妻帯や兼業をせずに寺院（宗教法人）運営をする寺は限られたものとなっている。

## 注・出典
1. ↑  大乗仏教の菩薩戒には、（上座部仏教の戒律ではなく）大乗仏教の戒めである菩薩戒を専ら受持するように説かれていることを根拠とする。
2. ↑  大澤絢子「浄土真宗の「妻帯の宗風」はいかに確立したか : 江戸期における僧侶の妻帯に対する厳罰化と親鸞伝の言説をめぐって」『日本研究』第49巻、国際日本文化研究センター、2014年3月、27-56頁、doi:10.15055/00000427、ISSN 0915-0900、NAID 120005681382。
3. ↑  坂輪宣政「明治初期の肉食妻帯について (第七回日蓮宗教化学研究発表大会)」『現代宗教研究』第41号、日蓮宗宗務院、2007年3月、638-643頁、ISSN 02896974。